# Ryan Sandes
Ryan Nicholas Sandes est un traileur sud-africain né le 10 mars 1982 au Cap. Il a notamment remporté le Leadville Trail 100 en 2011, Hong Kong 100 et 100 Australia en 2012, la Transgrancanaria en 2014 et la Western States 100-Mile Endurance Run en 2017. Il a terminé deuxième, derrière le Français François D'Haene, de l'Ultra-Trail World Tour 2014.

## Résultats
| no  | masculin           | Course                        | Pays             | Longueur | Départ           | Temps            |
| --- | ------------------ | ----------------------------- | ---------------- | -------- | ---------------- | ---------------- |
| 3e  | Médaille de bronze | 100 Australia                 | Australie        | 100 km   | 14 mai 2011      | 09 h 54 min 57 s |
| 1er | Médaille d'or      | Leadville Trail 100           | États-Unis       | 100 mi   | 20 août 2011     | 16 h 46 min 54 s |
| 1er | Médaille d'or      | Otter African Trail Run       | Afrique du Sud   | 42 km    | 15 octobre 2011  | 4 h 40 min 15 s  |
| 1er | Médaille d'or      | Hong Kong 100                 | Hong Kong        | 100 km   | 18 février 2012  | 09 h 54 min 57 s |
| 1er | Médaille d'or      | 100 Australia                 | Australie        | 100 km   | 19 mai 2012      | 09 h 22 min 45 s |
| 2e  | Médaille d'argent  | Western States 100            | États-Unis       | 100 mi   | 23 juin 2012     | 15 h 03 min 56 s |
| 1er | Médaille d'or      | Transgrancanaria              | Espagne          | 125 km   | 1er mars 2014    | 14 h 27 min 42 s |
| 2e  | Médaille d'argent  | Ultra-Trail Mt.Fuji           | Japon            | 100 mi   | 25 avril 2014    | 20 h 18 min 59 s |
| 3e  | Médaille de bronze | Tarawera Ultramarathon        | Nouvelle-Zélande | 100 km   | 6 février 2016   | 08 h 30 min 40 s |
| 1er | Médaille d'or      | Western States 100            | États-Unis       | 100 mi   | 24 juin 2017     | 16 h 19 min 37 s |
| 2e  | Médaille d'argent  | Otter African Trail Run       | Afrique du Sud   | 40 km    | 9 octobre 2021   | 4 h 24 min 38 s  |
| 1re | Médaille d'or      | Mountain Ultra Trail          | Afrique du Sud   | 165 km   | 26 mai 2023      | 21 h 46 min 32 s |
| 1re | Médaille d'or      | Mountain Ultra Trail Marathon | Afrique du Sud   | 43 km    | 25 mai 2024      | 4 h 12 min 0 s   |
| 3e  | Médaille de bronze | Peninsula Traverse 55KM       | Afrique du Sud   | 55 km    | 22 novembre 2024 | 5 h 41 min 23 s  |